# اگه می‌تونی منو بکش
اگه می تونی منو بکش فیلمی کمدی به نویسندگی محسن تنابنده و حسن وارسته و کارگردانی شاهد احمدلو که در خرداد ۱۳۸۶ اکران شد